# Liste der Biografien/Corc
Liste der Biografien |
Portal Biografien |
Personensuche
# |
A |
B |
C |
D |
E |
F |
G |
H |
I |
J |
K |
L |
M |
N |
O |
P |
Q |
R |
S |
T |
U |
V |
W |
X |
Y |
Z |
?
 
Ca |
Cb |
Cc |
Ce |
Ch |
Ci |
Cj |
Ck |
Cl |
Cm |
Cn |
Co |
Cr |
Cs |
Ct |
Cu |
Cv |
Cw |
Cy |
Cz
 
Coa–Cod |
Coe–Cok |
Col |
Com |
Con |
Coo–Coq |
Cor |
Cos |
Cot |
Cou |
Cov |
Cow |
Cox |
Coy |
Coz
 
Cora |
Corb |
Corc |
Cord |
Core |
Corf |
Corg |
Cori |
Cork |
Corl |
Corm |
Corn |
Coro |
Corp |
Corr |
Cors |
Cort |
Coru |
Corv |
Corw |
Cory |
Corz
Die Liste der Biografien führt alle Personen auf, die in der deutschsprachigen Wikipedia einen Artikel haben. Dieses ist eine Teilliste mit 28 Einträgen von Personen, deren Namen mit den Buchstaben „Corc“ beginnt.

## Corc

### Corce
- Corceiro, Margarida (* 2002), portugiesische Schauspielerin und Model
- Corcella, Michele (* 1973), italienischer Jazzmusiker (Gitarre, Komposition)
- Corcelle, Charles (1907–1993), französischer Wirtschafts- und Rechtswissenschaftler
- Corcelles, Louise de (1726–1796), Schweizer Porträt- und Dekorationsmalerin

### Corch
- Corchia, Sébastien (* 1990), französischer Fußballspieler
- Corchiani, Chris (* 1968), US-amerikanisch-italienischer Basketballspieler

### Corci
- Corcilius, Klaus (* 1966), deutscher Philosoph
- Corcione, Domenico (1929–2020), italienischer General, Generalstabschef der Streitkräfte (1990–1993), Verteidigungsminister (1995–1996)

### Corco
- Corcodel, Rebekka (* 1996), deutsche Schauspielerin
- Corcoran Kennedy, Marcella (* 1963), irische Politikerin; Staatsministerin
- Corcoran, Anthony James (* 1963), US-amerikanischer Ordensgeistlicher, römisch-katholischer Apostolischer Administrator von Kirgisistan
- Corcoran, Charles A. (1914–2013), US-amerikanischer Offizier, Generalleutnant der US-Army
- Corcoran, Corky (1924–1979), US-amerikanischer Jazz-Saxophonist (Tenor)
- Corcoran, Des (1928–2004), australischer Politiker (Labor Party), Premierminister von South Australia
- Corcoran, Donna (* 1942), US-amerikanische Kinderdarstellerin
- Corcoran, Frank (* 1944), irischer Komponist
- Corcoran, James (1904–1986), amerikanischer, preisgekrönter Toningenieur
- Corcoran, Jim (* 1949), kanadischer Singer-Songwriter und Gitarrist
- Corcoran, John (1937–2021), US-amerikanischer Logiker und Philosoph
- Corcoran, Kevin (1949–2015), US-amerikanischer Schauspieler, Regisseur und Produzent
- Corcoran, Louise (* 1979), neuseeländische Skeletonpilotin
- Corcoran, Maxine (1954–2011), australische Sprinterin
- Corcoran, Noreen (1943–2016), US-amerikanische Schauspielerin
- Corcoran, Tom (1931–2017), US-amerikanischer Skirennläufer
- Corcoran, Tom (* 1939), US-amerikanischer Politiker
- Corcos, Vittorio Matteo (1859–1933), italienischer Porträtmaler

### Corcu
- Corcuera, Álvaro (1957–2014), mexikanischer katholischer Priester und Generaldirektor der Kongregation der Legionäre Christi
- Corcuff, Philippe (* 1960), französischer Soziologe